# 현급시

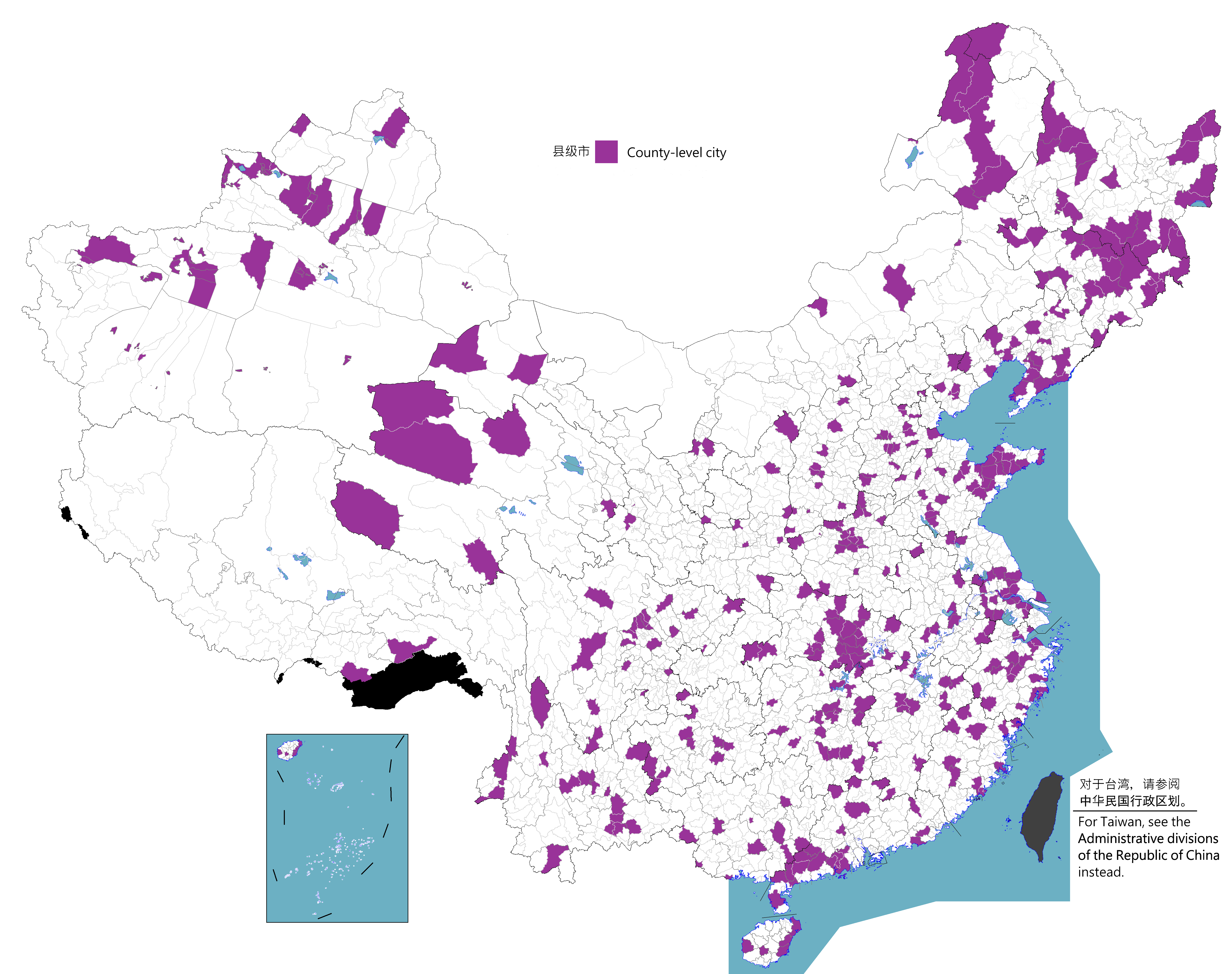

현급시(縣級市)는 중화인민공화국의 행정 구역 단위로 현과 같은 구분에 있는 시이다. 1980년대 이후 급격한 중국의 발전이래 공업화로 인한 발전과 도시화에 따라 대다수의 「시」가 현을 폐하고 시로 승격하였다. 대만에서는 현에 속하는 행정 구역 단위로서 「시」가 있다.
1983년 지급행정구획으로 개혁된 이후, 지할시는 현급시로 이름을 바꾸었다.

## 같이 보기
- 현할시